# Präkombination
Als Präkoordination (engl. precoordination, frz. précoordination, span. precoordinación) oder Präkombination bezeichnet man eine Verknüpfung von Deskriptoren bei der Indexierung oder bei der Erstellung des zur Indexierung verwendeten Begriffssystems. Gelegentlich wird noch genauer zwischen Präkoordination (syntaktische Indexierung) und Präkombination (einfache UND-Verknüpfung) unterschieden. 
Im Gegensatz zur Präkoordination findet bei der Postkoordination die Verknüpfung von Deskriptoren erst im Rahmen des Information Retrieval mit der Formulierung einer Suchanfrage statt. 
Das Klassieren von zu erschließenden Dokumenten beinhaltet bei der Präkoordination also nicht nur die Auswahl einer passenden Klasse, sondern ggf. auch die Kombination von vorhandenen Klassen zu einem komplexeren Begriff. Präkoordination ist deshalb genauer und führt zu einer höheren Indexierungstiefe; sie ist allerdings auch aufwändiger als die unkoordinierte Vergabe von Deskriptoren.
Beispiele für die präkoordinierte Erschließung sind die Bildung von Schlagwortketten nach den Regeln für die Schlagwortkatalogisierung sowie die Verwendung einer Facettenklassifikation wie der Universellen Dezimalklassifikation.